# 小田島樹人
小田島 樹人（おだしま じゅじん、1885年3月19日 - 1959年10月11日）は、日本の作曲家。童謡『おもちゃのマーチ』の作曲者。本名は小田島 次郎（おだしま じろう）。「樹人」は俳号。鹿角市先人顕彰館、秋田県立博物館に展示がある。

## 来歴
1885年、秋田県鹿角郡花輪町（現鹿角市）で、当時の花輪郡長 小田島由義の次男として出生する。1899年、 岩手県立盛岡中学校（現岩手県立盛岡第一高等学校）に進学。一年上に石川啄木がいた。1904年、鹿児島県の第七高等学校造士館に進学するも、翌年に中退する。1914年、東京音楽学校器楽科（現東京芸術大学）を卒業。同窓に中山晋平、梁田貞らがいた。同年、東京都芝区の三光小学校に音楽教師として奉職した。1915年、海野厚と出会い、句作に専念する。1919年、三光小学校を病気退職。1922年、中山晋平らと新童謡を作るために、「鳩の笛同人会」を結成する。同年12月に「赤い橇」、1923年1月に「おもちゃのマーチ」、同年5月に「山は夕焼け」など、後世に残る名曲を発表した。
1931年、都新聞（東京新聞）編集局に入り、俳壇の選者となった。1936年、郷里に帰り、秋田県立花輪高等女学校（現花輪高校）講師。1940年、県立秋田中学校（現秋田高校）講師。1948年、県立秋田南高等学校講師。1950年、秋田学生音楽連盟を結成、機関誌『音楽秋田』を刊行する。1954年、教職を辞す。
1959年10月11日、死去。享年74。

## 作品
※順不同、括弧内の人名は作詞者
- 赤い橇（海野厚）
- 秋の夜（海野厚）
- 秋晴（五味貞雄）
- おもちゃのマーチ（海野厚）
- 向日葵（海野厚）
- 山は夕焼け（海野厚）
- 秋空に歌ふ（西岡水朗）
- いい子にあげよ（奥平祥一）
- こんばんさん（奥平祥一）
- 空の道（森永童謡）
- 雲雀よ雲雀（森永童謡）
- 雨の降る日（権藤はな子）
- 帰る燕（西條八十）
- 桔梗（伊藤小虎）
- しゃぼんだま（米澤順子）
- 水車（原まさる）
- すずらん小鈴（堀口仙七）
- 夏が来た（小田島樹人）
- 機織り（森永童謡）
- 旅の鳥（島田芳文）
- 仲よし子よし（島田芳文）
- 忠犬ハチ公（小野進）
- 椿（八木さわ子）
- なくしたおてだま（米沢順子）
- 春の鐘（下田惟直）
- 春の野辺（安成二郎）
- 日鳴き鳥（藤田健次）
- ひよこ（島木赤彦）
- 本荘小唄（小島彼誰）
- 浅間小唄（不詳）
- 花輪小唄（高杉露星）
- 大曲小唄（田口松圃）
- 鹿角小唄（川村　薫）
- わすれな草（山田せんし）
- 石割桜（山崎淳子）
- 子供のアベマリヤ（下田惟直）
- すゐれん（長尾豊）
- 月夜の雁（小田島樹人）
- 遠いはなあに（伊藤小虎）